# Colegiul Național „Elena Ghiba Birta” din Arad

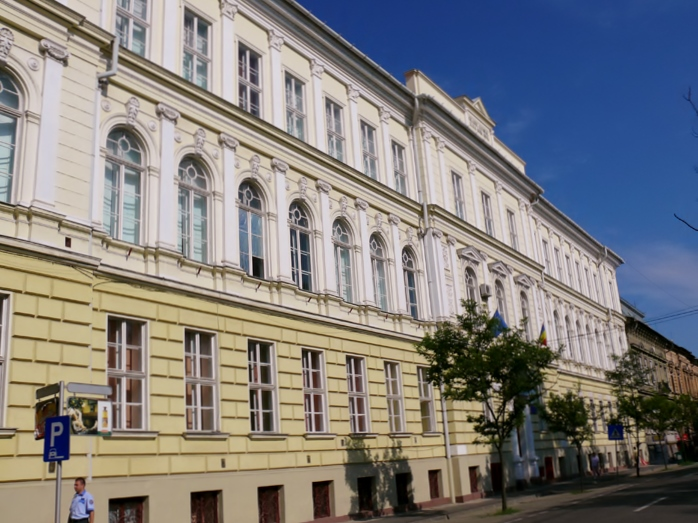
Clădirea Colegiului Naţional "Elena Ghiba Birta" din Arad.

Colegiul Național „Elena Ghiba Birta” este unul dintre cele mai prestigioase licee din Arad.

## Istoric

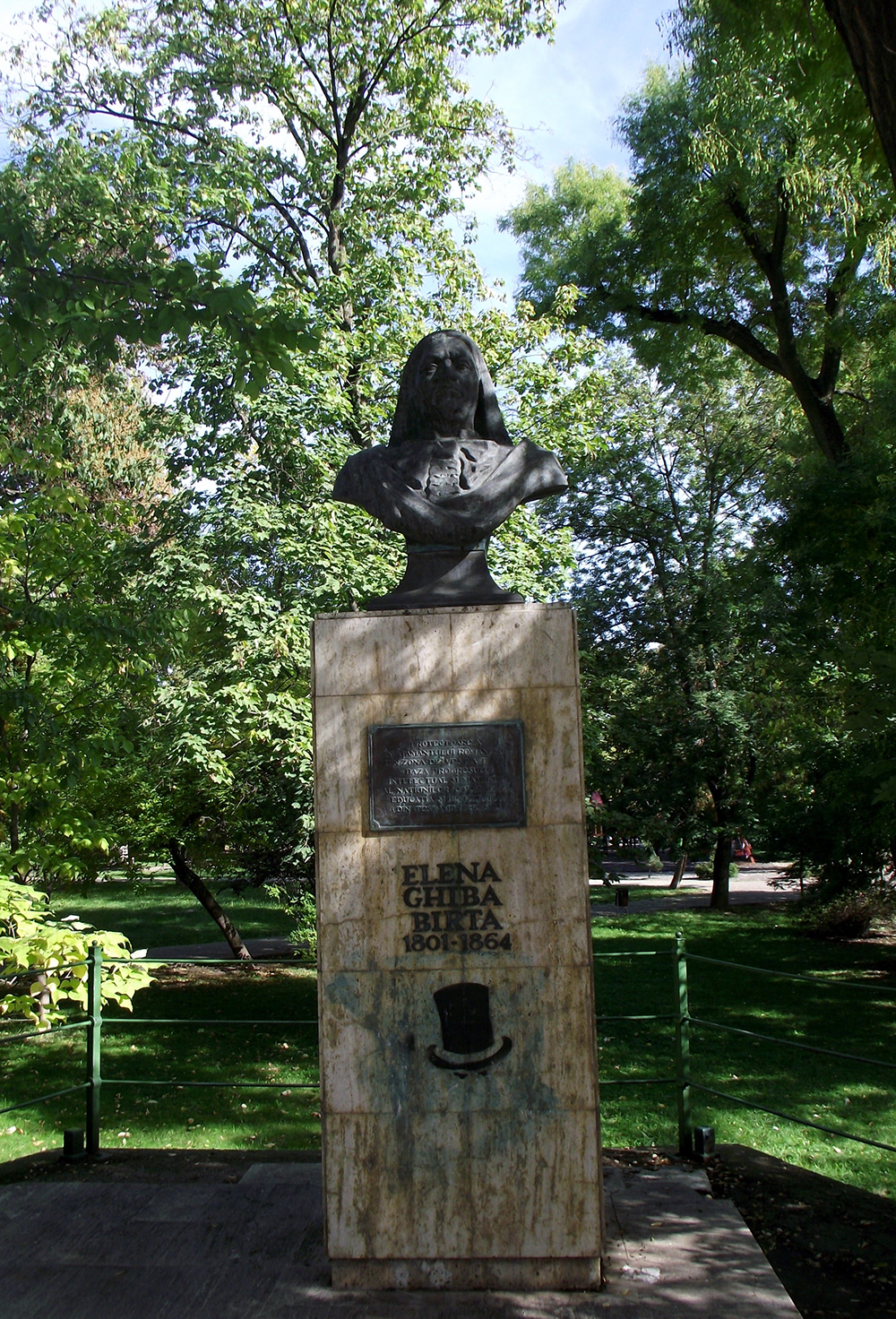
Bustul Elenei Ghiba Birta situat vis-a-vis de liceu.

Colegiul național, care poartă azi azi numele Elenei Ghiba Birta, se află în clădirea ridicată pentru școala superioară de fete de pe Bulevardul General Dragalina, nr. 6.
Clădirea, construită în anul 1880 în stil eclectic, a avut inițial două nivele, fiind supraetajată mai târziu. La început școală de fete, în 1954 absolvă liceul și prima promoție de băieți, dar la secția serală.
Numele liceului s-a schimbat de-a lungul timpului:
1919 - 1948 – Liceul de Fete Elena Ghiba Birta” din Arad
1948 - 1954 – Școala Medie nr. 2 Arad
1959 - 1963 – Școala Medie nr. 2 „Olga Bancic” Arad
1963 - 1965 – Școala Medie nr. 2 Arad
1965 - 1970 – Liceul nr. 2 Arad
1970 - 1974 – Liceul de Cultură Generală nr. 2 Arad
1974 - 1977 - Liceul Real-Umanist „Miron Constantinescu”
1977 - 1982 - Liceul de matematică-fizică „Miron Constantinescu”
1982 - 1990 - Liceul Industrial nr. 12 Arad
1990 - 2001 - Liceul Teoretic „Elena Ghiba Birta” Arad
Din anul 2001 liceul a primit titulatura de Colegiul Național „Elena Ghiba Birta”. 

## Facilități
Școala dispune de: 23 săli de clasă, 9 laboratoare (2 laboratoare biologie, 2 laboratoare fizică, 1 laborator chimie, 4 laboratoare de informatică conectate la internet – unul pentru utilizarea sistemului AEL), 7 cabinete de catedră, 1 cabinet medical, 1 cabinet asistență psihologică, 2 săli de sport, 1 bibliotecă (aprox 20000 volume), 1 cantină, 1 sală de festivități, 15 grupuri sanitare.
Colegiul Național "Elena Ghiba Birta", prin intermediul Asociației Alumni Elena Ghiba Birta, este acreditat ca centru ECDL RO504. Liceul administrează și organizează în colaborare cu Consiliul Britanic București examenul Cambridge First Certificate in English. Colegiul este de asemenea unul dintre primele licee care a aderat la proiectul de parteneriere cu liceele al Academiei CREDIS. În prezent în cadrul acestui liceul elevii pot studia urmatoarele cursuri: CISCO, IT Essentials PC Hardware and Software, CCNA Exploration, Examene Cambridge.

## Reviste
- Revista Mlădițe Arădene
- Revista Enter
- Revista GScience
- Revista Cercului Cititorilor Ne-Dispăruți